# نبخ غاري الأوراق
نبخ غاريّ الأوراق (الاسم العلمي: Mimusops laurifolia)، هي شجرة كبيرة دائمة الخضرة ، موطنها المرتفعات الإثيوبية والمرتفعات في جنوب شرق شبه الجزيرة العربية. الشجرة مشهورة في العصر الفرعوني والفارسي. تستخدم حطب وقود وللاستظلال.

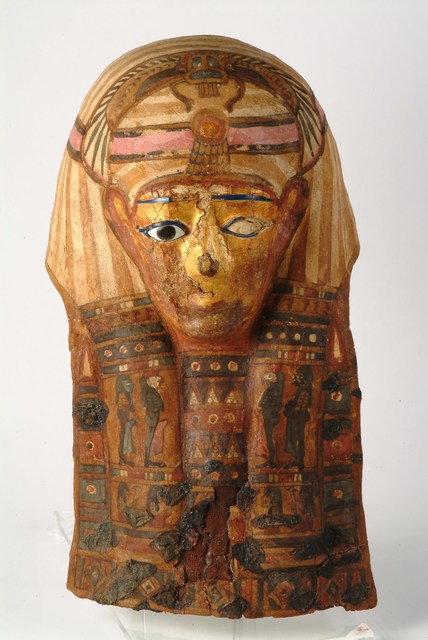
قناع مومياء مذهب مصري من 100 قبل الميلاد - 50 ميلادي ، منحوت من خشب ميموسوبس لوريفوليا.

## الوصف
هي شجرة دائمة الخضرة وظللية، يصل ارتفاعها عادًة إلى 15 مترًا، ويصل ارتفاعها إلى 25 مترًا في الظروف المثلى. الأوراق جلدية بيضاوية الشكل وتتجمع في نهاية الأغصان. ثمارها علبة صفراء اللون، بيضاوية الشكل بحجم 35 مم × 20 مم.

## الاستخدامات
تجمع المجتمعات المحلية الفاكهة الصالحة للأكل من الأشجار البرية ، وتستخدم أحيانًا الأخشاب للوقود والبناء والنجارة. لون الخشب بني فاتح إلى أصفر باهت.
ربما كانت الشجرة مزروعة في مصر القديمة. تم العثور على أغصان وأوراق في مقابر من الأسرة الثانية عشرة إلى العصر اليوناني الروماني ، وقد ورد ذكرها في نصوص من الأسرة الثامنة عشرة وما بعدها. تم استخدام الخشب في صنع التماثيل والأسرة والطاولات وأشياء أخرى.